# 仁荷大學
仁荷大學（韓語：인하대학교）位於韓國港口城市仁川彌鄒忽區龍峴洞，成立於1954年。仁荷這名稱來自仁川和夏威夷兩地的韓語發音首字母，因為這大學的成立，是由來自夏威夷的韓國裔移民的資金。他們希望能夠在仁川成立一家“東方的MIT”。
仁荷大学是仁川地区最著名且排名第一的大学。根据《中央日报》多年来对韩国大学的年度排名，仁荷大学长期位列全国前十，2017年排名第八。此外，仁荷大学还是GU8联盟的成员之一。

## 歷史
- 1952年：韓國總統李承晚批准仁川工專的成立建議。
- 1954年：仁荷工科大學（Inha Institute of Technology）創校，當時全校只有6個部門（金属，机械，矿山，电气，造船，化学 工程学）。
- 1958年：學校成立研究院。
- 1968年：成立仁荷大學信託基金，並由當時韓進集團的主席趙重勳擔任信託基金的主席。
- 1972年：獲升格成為大學，改名為仁荷大學，並開設自然科學研究院及經營研究院。經營研究院專門作工商管理方面的研究。
- 1973年：成立教育研究院。
- 1980年：Establishment of the College of Law and Political Science, and the College of Humanities
- 1981年：Opening of the Graduate School of Business Administration
- 1982年：Founding of the College of Home Economics (now renamed as the College of Human Ecology)
- 1985年：成立医学院。
- 1988年：成立工學研究院。
- 1989年：成立行政研究院，專門研究公共行政。
- 1995年：成立交通政策研究院（現已改名為國際通訊物流研究院）。
- 1996年：仁荷大学医院开业。
- 1997年：Inauguration of Dr. Yang Ho Cho, Vice Chairman of the Hanjin Group, as Chairman of the Board of Trustees
- 1998年：Separating the College of Law into the College of Law and the College of Social Sciences
- 2000年：成立情報通訊研究院。
- 2002年：Inauguration of Dr. Seoung-Yong Hong as the 10th President of Inha University
- 2003年：Separating of the College of Economics and Business into the College of Economics and International Trade and the College of Business Administration
- 2005年10月25日：學校批准一名8歲的小朋友宋幽根入學，成為韓國歷史上最年輕的大學生。該位小朋友本身對薛丁格方程及量子力學都有很深入的認識，並希望在大學研究超弦理論。
- 2014年：在烏茲別克斯坦塔什干設立首座海外分校塔什干仁荷大學

## 学校特色
- 学校占地面积是333,931平方米。
- 仁荷大学培养的许多优秀人才在众多的高科技术企业中发挥自己的力量。仁荷大学主管的高新技术企业创业馆及SONG-DO TECHNO地区里的产学协力馆是韩国新技术企业的摇篮，并对韩国的高新技术产业发展起了很大作用。
- 仁荷大学承担着IT， BT，NT等26年大型国策研究项目，起了主导最尖端未来产业的核心作用，并进行着17个特色化项目。
- 与世界19个国家79所大学及研究机关互派教授、学生，进行合作研究。每年积极参加海外留学博览会，并选拔及培养世界优秀人才。
- 志愿入学的外国学生必须在韩国语研修班学习6个月或1年的之后，经过正式入学才能上本科。
- 上本科之后，可以选韩国语课程，并能取得学分。

## 外部連結
- 仁荷大學網址